# 이광복 (소설가)
이광복(李光馥, 1951년 6월 4일~)은 대한민국 소설가이다. 충남 부여에서 태어나, 논산대건고등학교를 졸업하였다. 작가는 1973년 문화공보부 문예창작공모 장막희곡 입선, 1974년 <신동아> 논픽션 현상모집 당선, 1976년 <현대문학> 9월호 소설 초회 추천, 1977년 <현대문학> 1월호 소설 완료 추천, 1979년 <월간독서> 장편소설 현상모집 당선으로 작품 활동을 시작하였다.

## 활동
주요 활동사항은 다음과 같다. 1991년 한국소설가협회 사무국장(이후 운영위원, 감사, 중앙위원, 이사 연임, 부이사장 역임), 1992년 사단법인 한국문인협회 이사(제19대, 20대, 21대, 22대, 23대 연임), 한국문인협회 24대 소설분과 회장 역임, 한국문인협회 25~26대 부이사장 겸 상임이사 역임, 1995년 국제펜클럽한국본부 이사(제28대, 29대, 30대, 31대, 현재 자문위원), 2001년 6월부터 2002년 1월까지 국제펜클럽한국본부 문화정책위원장 겸 사무처장 역임, 2003년 대한민국 명예해군(제7호)에 위촉되었으며, 2005년 1월부터 2007년 1월까지 한국문인협회 편집국장을 거쳐 2007년 1월부터 2011년 1월까지 한국문인협회 제24대 소설분과 회장을 역임하였다. 2010년부터 2011년까지 한국소설가협회 제10대 부이사장을 지냈다. 2011년부터 2014년까지 한국문인협회 제25대 부이사장으로 선출되어 상임이사를 겸임했으며, 2007년 <문학저널> 주간, 2011년부터 2014년까지 <월간문학><계절문학> 주간으로 활동하였다. 2015년 한국문인협회 제26대 부이사장으로 재선되어 부이사장 겸 상임이사로 재임하는 한편 <월간문학><한국문학인> 주간 직을 맡았다. 2016년 1월 지난 2010년에 이어 한국소설가협회 제13대 부이사장으로 재차 선출되었고, 2016년 5월 23일 문학 5단체(한국문인협회, 국제펜클럽한국본부, 한국작가회의, 한국소설가협회, 한국시인협회)가 결성한 한국문학진흥 및 국립한국문학관건립공동준비위원회의 위원장으로 활동하는 한편, 문학진흥법 제7조에 따른 문학진흥정책위원회 위원으로 선임되었다. 2017년 국립국어원 말다듬기 위원으로 위촉되었고, 2018년 한국소설가협회 제14대 부이사장으로 3선을 기록했다. 같은해 국립한국문학관건립운영소위원회 위원으로 선임되었다. 2019년 한국문인협회 제27대 이사장으로 선출되었고, 한국문인협회의 <월간문학><한국문학인> 및 월간문학출판부 발행인 겸 편집인으로 활약했다. 이와 함께 한국예술문화단체총연합회 부회장, 한국문예학술저작권협회 이사, 국립한국문학관 이사, 6.15민족문학인남측협회 대표회장으로도 활동했다. 2022년 충남 보령시 주산면 삼곡리 샘실마을에 이광복문예비와 충남 부여군 부여읍 선화공원에 이광복문학비가 세워졌다. 2023년 한국문인협회 명예회장, 한국소설가협회 최고위원으로 추대되었다.   
- 연보(年譜)

- 1951년 음력 4월 30일(양력 6월 4일) 충남 부여군 석성면 증산리 원증산 마을에서 부친 이진구(李辰求, 一名 喜成) 님과 모친 윤대순(尹大順) 님의 4남 3녀 중 장남으로 출생. 본관은 한산(韓山). 누님 두 분과 동생 넷이 있음
- 1953년 종가(宗家)의 후사(後嗣)로 백부 이창구(李昌求) 님과 백모 강만순(姜萬順) 님에게 입양(入養)되어 같은 마을에서 자람. 유년기에는 이 같은 사실을 모르다가 나중에야 알았음
- 1964년 석양초등학교 졸업(제7회)
- 1967년 논산대건중학교 졸업(제17회)
- 1969년 서라벌예술대학 전국 고등학생 문예작품 현상모집 희곡부문 가작 1석 입선
- 1970년 논산대건고등학교 졸업(제19회)
- 1972년 노동청(현 고용노동부) 공보담당관실 근무
- 1973년 문화공보부 문예창작 현상모집 장막희곡 입선
- 1974년 극작워크숍 제2기 동인
- 1974년 동아일보사 『신동아』 논픽션 현상모집 당선
- 1975년 한국문인협회 『월간문학』 편집부 기자
- 1976년 『현대문학』 9월호 소설 초회추천
- 1977년 『현대문학』 1월호 소설 완료추천
- 1979년 『월간독서』 장편소설 현상모집 당선
- 1983년 독립기념관건립추진위원회 전문위원
- 1989년 한국소설가협회 사무차장
- 1991년 한국소설가협회 사무국장
- 1992년 한국문인협회 이사(제19대, 이후 제23대까지 연임)
- 1993년 한국소설가협회 운영위원
- 1994년 한국소설가협회 『한국소설』 편집위원
- 1995년 한국소설가협회 감사
- 1995년 국제PEN한국본부 이사(제28대, 이후 제29대~제34대 연임)
- 1995년 중경공업전문대학(현 우송대학교) 문예창작과 강사
- 1996년 ‘문학의 해’ 조직위원회 행사분과 위원
- 1997년 해군사관학교 제52기 순항훈련 참관
- 1999년 한국소설가협회 중앙위원
- 2000년 김동리-박목월문학관 건립추진위원회 발기위원
- 2001년 국제PEN한국본부 문화정책위원장 겸 사무처장
- 2001년 한국소설가협회 이사
- 2001년 문학의집 서울 창립 회원
- 2003년 대한민국 명예해군(제7호, 현)
- 2005년 한국문인협회 편집국장(사무처장 대우)
- 2007년 한국문인협회 소설분과회장(제24대)
- 2007년 월간 『문학저널』 주간
- 2009년 재경부여군민회 자문위원(현)
- 2010년 한국소설가협회 부이사장(제10대)
- 2011년 한국문인협회 부이사장(제25대) 겸 상임이사
- 2011년 『월간문학』 주간
- 2011년 『계절문학』(2015년 가을호부터 『한국문학인』으로 제호 변경) 주간
- 2011년 안수길전집간행위원회 편집위원
- 2011년 (재)나누리장학재단 창립 이사
- 2012년 서울남부지방검찰청 시민위원(제4기)
- 2013년 한국문인협회 평생교육원 소설창작과 교수
- 2013년 서울남부지방검찰청 시민위원(제5기)
- 2015년 한국문인협회 부이사장(재선, 제26대) 겸 상임이사
- 2015년 제1회 세계한글작가대회 집행위원회 위원
- 2015년 문학신문 고문
- 2016년 한국소설가협회 부이사장(재선, 제13대)
- 2016년 한국문학진흥 및 국립한국문학관건립공동준비위원회 위원장
- 2016년 제2회 세계한글작가대회 집행위원회 위원
- 2016년 전라남도 남도문예 르네상스 자문위원
- 2017년 문화체육관광부 문학진흥정책위원회 위원
- 2017년 국립국어원 말다듬기위원회 위원
- 2017년 국제PEN한국본부 자문위원
- 2017년 사비신문 고문
- 2017년 한국현대문학희망포럼 대표
- 2017년 서울남부지방검찰청 시민위원(제9기)
- 2017년 전라남도 남도문예 르네상스 자문위원(연임)
- 2018년 한국소설가협회 부이사장(3선, 제14대)
- 2018년 국립한국문학관건립운영소위원회 위원
- 2019년 한국문인협회 이사장(제27대)
- 2019년 한국예술문화단체총연합회 부회장
- 2019년 한국문예학술저작권협회 이사
- 2019년 국립한국문학관 이사
- 2019년 6.15민족문학인남측협회 대표회장
- 2022년 충남 보령시 주산면 삼곡리 샘실마을에 이광복문예비 세워짐
- 2022년 충남 부여군 부여읍 선화공원에 이광복문학비 세워짐
- 2023년 한국문인협회 명예회장
- 2023년 서울고등검찰청 시민위원
- 2023년 한국소설가협회 최고위원

## 약력
- 1991년 - 2009년 한국소설가협회 사무국장 및 감사, 운영위원, 이사 역임
- 1992년 - 2006년 한국문인협회(제19대~23대) 이사 역임
- 1995년 - 2011년 국제펜클럽한국본부 이사(제28대~34대 연임)
- 2001년 - 2002년 국제펜클럽한국본부 문화정책위원장 겸 사무처장 역임
- 2003년 - 현재 대한민국 명예해군(제7호)
- 2005년 - 2007년 한국문인협회 사무처장 대우 편집국장 역임
- 2007년 - 2010년 한국문인협회 소설분과 회장(제24대) 역임
- 2007년 - 2018년 <문학저널> 주간 역임
- 2010년 - 2011년 한국소설가협회 부이사장(제10대) 역임
- 2011년 - 2014년 한국문인협회 부이사장(제25대, 상임이사 겸임) 역임
- 2011년 - 2014년 <월간문학><계절문학> 주간 역임
- 2015년 - 2018년 한국문인협회 부이사장(제26대, 상임이사 겸임) 역임
- 2015년 - 2018년 <월간문학><한국문학인> 주간 역임
- 2016년 - 2017년 한국소설가협회 부이사장(제13대) 역임
- 2016년 - 2018년 한국문학진흥 및 국립한국문학관건립공동준비위원회 위원장 역임
- 2017년 - 2019년 문화체육관광부 문학진흥정책위원회 위원 역임
- 2017년 - 2020년 국립국어원 말다듬기위원회 위원 역임
- 2018년 - 2019년 한국소설가협회 부이사장(제14대) 역임
- 2018년 - 2019년 국립한국문학관건립운영소위원회 위원 역임
- 2019년 - 2022년 한국문인협회 이사장(제27대) 역임
- 2019년 - 2022년 <월간문학><한국문학인> 및 월간문학출판부 발행인 겸 편집인 역임
- 2019년 - 2022년 한국예술문화단체총연합회 부회장 역임
- 2019년 - 2021년 한국문예학술저작권협회 이사 역임
- 2019년 - 2022년 국립한국문학관 이사 역임
- 2019년 - 2022년 6.15민족문학인남측협회 대표회장 역임
- 2023년 - 현재 한국문인협회 명예회장
- 2023년 - 현재 한국소설가협회 최고위원

## 주요작품

### 소설집
- 1980년 《화려한 밀실》(도서출판 금박)
- 1980년 《사육제(謝肉祭)》(도서출판 열쇠)
- 1987년 《겨울여행》(문예출판사)
- 1990년 《사육제》(중편집, 도서출판 고려원)
- 2001년 《먼 길》(도서출판 행림출판사)
- 2007년 《동행》(도서출판 청어)
- 2018년 《만물박사(전3권)》(도서출판 청어)

### 장편소설
- 1978년 《풍랑의 도시》(도서출판 고려원)
- 1979년 《목신(牧神)의 마을》(월간독서 출판부)
- 1980년 《최초의 남자 최후의 여자》(신현실사)
- 1989년 《열망》(문예출판사)
- 1990년 《술래잡기》(문이당)
- 1991년 《폭설(최초의 남자 최후의 여자 재간행본)》(도서출판 민문고)
- 1991년 《목신(牧神)의 마을(재간행본)》(도서출판 문성)
- 1993년 《겨울무지개》(우석출판사)
- 1994년 《바람잡기》(남송문화사)
- 1995년 《송주임》(자유문학사)
- 1995년 《이혼시대(전3권)》(자유문학사)
- 1997년 《삼국지(전8권)》(대교출판사)
- 1999년 《한 권으로 읽는 삼국지》(대교출판사)
- 2001년 《사랑과 운명》(행림출판사)
- 2004년 《불멸의 혼(계백)》(조이에듀넷)
- 2011년 《계백》(도서출판 청어)
- 2012년 《구름잡기》(도서출판 새미)
- 2013년 《안개의 계절》(지성의샘)
- 2016년 《황금의 후예》(도서출판 청어)

### 콩트집
- 1980년 《풍선속의 여자》(육문사)
- 1991년 《슈퍼맨》(예원문화사)

### 칼럼집 및 기타
- 1986년 《에밀레종》(도서출판 일신각)
- 1995년 《시련과 영광》(국립영화제작소)
- 1998년 《태평양을 마당처럼》(도서출판 지혜네)
- 1998년 《아, 대한민국》(국립영화제작소)
- 2003년 《세계는 없다》(도서출판 연인)
- 2005년 《끝나지 않은 항일투쟁》(신원기획)
- 2010년 《금강경에서 배우는 성공비결 108가지》(도서출판 청어)
- 2011년 《천수경에서 배우는 성공비결 108가지》(도서출판 청어)
- 2017년 《문학과 행복》(도서출판 도화)
- 2020년 《절망을 희망으로》(도서출판 도화)
- 2021년 《슬픔을 기쁨으로》(도서출판 도화)
- 2022년 《불행을 행복으로》(도서출판 도화)

## 수상 경력
대통령 표창(1987년, 1995년), 제7회 동포문학상(1990년), 제20회 한국소설문학상(1994년), 제14회 조연현문학상(1995년), 제1회 문학저널창작문학상(2005년), 제19회 한국예총 예술문화상(2005년), 노동부장관 표창(2007년), 제28회 펜문학상(2012년), 제14회 들소리문학상 대상(2014년), 부여 100년을 빛낸 인물(2014년 9월 25일/부여군), 제30회 한국예총예술문화대상(2016년), 제3회 익재문학상(2016년), 제9회 정과정문학상 대상(2017년), 한국지역연합방송(KNBS)대상(문학부문, 2017년), 문화체육관광부장관 표창(2017년) 대한민국예술문화대상(2022년) 대한민국예술문화대상공로상(2022년) 충청남도교육감 표창(2023년) 제61회 한국문학상(2024년) 제21회 창조문예문학상(2025년)

## 참고 문헌
- 이 문서에는 다음커뮤니케이션(현 카카오)에서 GFDL 또는 CC-SA 라이선스로 배포한 글로벌 세계대백과사전의 내용을 기초로 작성된 글이 포함되어 있습니다.